# Кадиков, Борис Хатмиевич
Бори́с Хатми́евич Ка́диков (16 октября 1932, с. Пушнер, Башкирская АССР, СССР — 17 ноября 2010, Бийск, Алтайский край, Россия) — советский и российский историк, краевед, видный деятель культуры г. Бийска.

## Жизнь
Родился 16 октября 1932 г. в пос. Пушнер Мишкинского района Башкирской АССР. Татарин. Вскоре после его рождения семья переехала в г. Бирск. Закончил Пермский государственный университет, исторический факультет. Его научным руководителем был известный археолог Отто Николаевич Бадер. В 1955 году по распределению приехал в Бийск, по совету отца, который проходил военную службу во время Гражданской войны в Бийске. Кадиков была назначен  заведующим отдела дореволюционой истории Бийского краеведческого музея им. В. В. Бианки (БКМ). Реконструировал и обновил экспозицию, упорядочил фонды, фактически восстановил работу находившегося в упадке музея
Б. Х. Кадиков особое внимание уделял археологии Алтая. Быстро стал знатоком истории города и региона. Активно собирал устные источники, развивал музейную коллекцию (всего собрал ок. 45 000 единиц хранения). Кадиков постоянно организовывал археологические и этнографические экспедиции в Горный Алтай.
С Бийским краеведческим музеем связана вся творческая биография Кадикова. Он был его директором в 1971—1987 годах. Позже был его наиболее авторитетным сотрудником.
Провёл всего более 40 экспедиций, не считая личных выездов в самые отдалённые населённые пункты. В поздний период Кадиков углубленно изучал алтайские петроглифы, в том числе первым начал систематическое изучение и копирование петроглифов урочища Калбак-Таш.
Кадиков сыграл ключевую роль в формировании музейной коллекции и экспозиции, посвященной кумандинцам — североалтайскому народу, исторически населявшему территорию, где расположен Бийск
Консультировал активистов кумандинского возрождения. Также собирал материалы об истории бийского купечества.
Дружил с известным историком А. П. Уманским. 
Удостоен звания "Почетный гражданин города Бийска".
В последние годы Б. Х. Кадиков был болен сахарным диабетом и уже не мог участвовать в длительных экспедициях. Умер 17 ноября 2010 года.

## Научный вклад
Как отмечают историки археологии Алтая, "Новый этап исследования палеолита и мезолита северных предгорий Алтая связан с приездом в Бийск выпускника Пермского госуниверситета (1955 г.), ученика О.Н. Бадера и хорошо подготовленного археолога Бориса Хатмиевича Кадикова" . Б. Х. Кадиков много лет комплектовал и развивал экспозицию Бийского краеведческого музея, и важным источником этого были его археологические работы. Он впервые провёл археологические разведки на больших площадях в предгориях Алтая и по долинам важнейших рек региона. Были выявлены археологические памятники разных эпох. Фактически, археологические работы Кадикова в конце 1950-х гг. положили начало исследованию энеолита на Алтае. В этот же период он обнаружил несколько важнейших памятников эпохи неолита (Усть-Иша 1, стоянка на оз. Уткуль, Усть-Семе и др.).  В общей сложности в 1960-е гг. сотрудникам БКМ удалось осуществить 11 экспедиционных выездов с целью исследования археологических объектов. К сожалению, не все материалы были своевременно и полностью опубликованы, поскольку своей основной целью Б. Х. Кадиков считал развитие музея. Это замедлило их введение в научный оборот.
Археологические разведки в окрестностях г. Бийска привели к открытию нескольких новых памятников, в частности на береговых дюнях р. Бии в районе новостроек квартала АБ были обнаружены средневековые погребения.
В последние годы активной научной деятельности Кадикова, под его руководством проводилось картирование и копирование петроглифов археологического памятника Калбак-таш в Горном Алтае. Созданная при этом коллекция прорисовок является важным источником для исследователей различных периодов истории региона.

## Награды

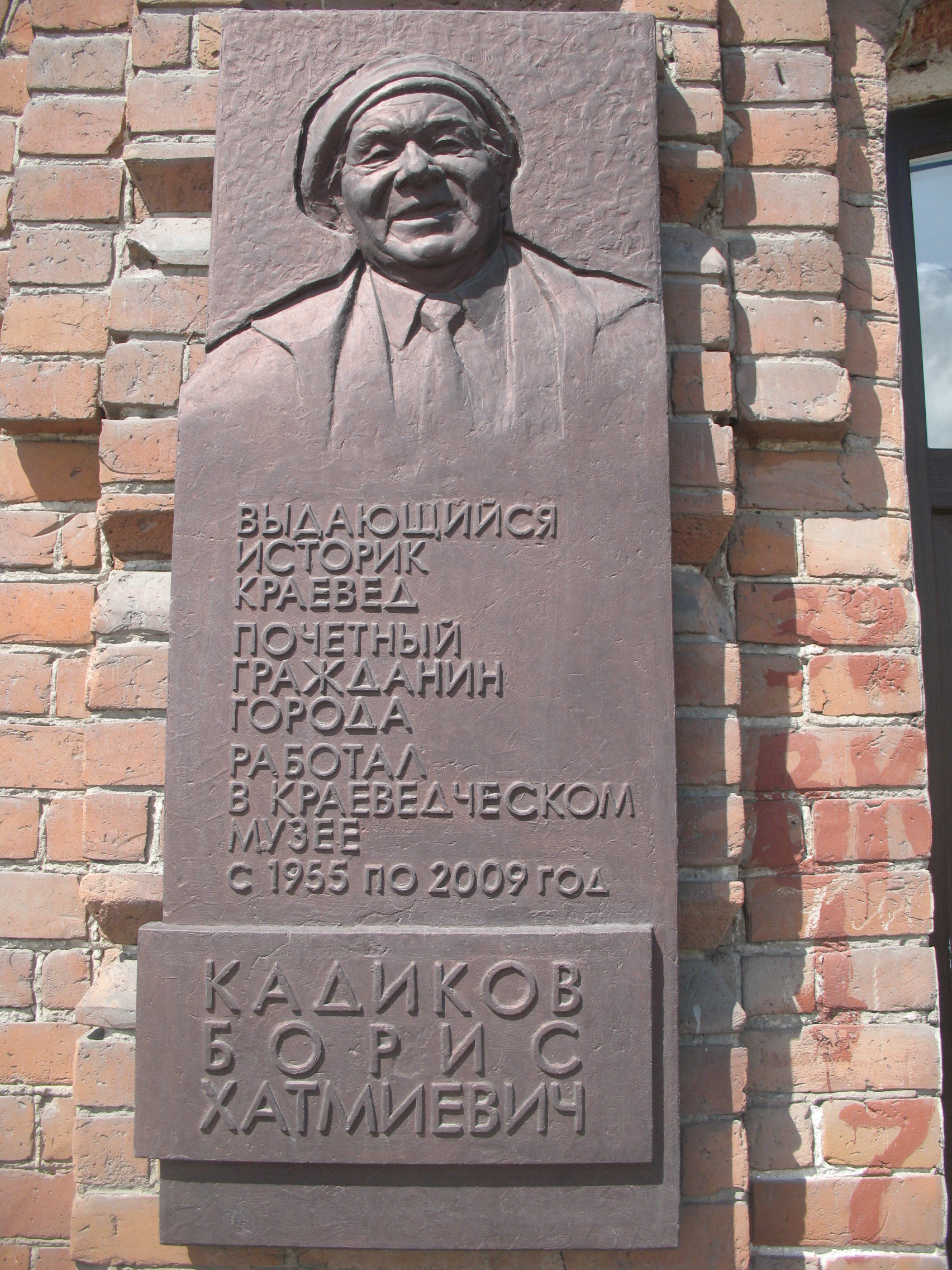
Памятная доска Бориса Хатмиевича Кадикова на здании Бийского краеведческого музея.

- медаль «За доблестный труд и в ознаменование 100-летия со дня рождения В. И. Ленина»
- нагрудный знак «Отличный работник Министерства культуры СССР»
- 1995 — лауреат премии «Демидовского фонда» (за экспозицию «Бийск купеческий»)
- 1996 — звание «Почётный гражданин города Бийска»
- 2010 — Премия имени академика Д. С. Лихачева за выдающийся вклад в сохранение культурного наследия России[6].

## Другое
Б. Х. Кадиков в Youtube
В августе 2012 на Алтае прошёл молодёжный автопробег, посвященный 80-ти летию Б.Кадикова.

## Основные публикации
- Кадиков Б.Х. Белышев Борис Федорович (1910–1993 гг.) [ученый-одонатолог] // Галерея выдающихся людей города Бийска. Бийск, 2000. Вып. 2. C. 10–11: портр.
- Кадиков Б.Х. Бийск / Н.А. Цехановская, Б.Х. Кадиков, Л.А. Мальцев и др..; сост. М.Ф. Длуговский. Барнаул, 1974. 148 с.
- Кадиков Б.Х. Бийская ваятельница: [о В. А. Сенгалевич-Копыловой по воспоминаниям Б. Х. Кадикова] / записала О. Павлова // Творческий Алтай. 1999. № 9. C. 10.
- Кадиков Б.Х. Бийские меценаты Копыловы // Краеведческий вестник. Бийск, 1997. № 5. С. 33-44: То же // Галерея славных людей города Бийска. Бийск, 1999. Вып. 1. С. 77-90.
- Кадиков Б.Х. Бийский музей конца 50-х годов. Люди и судьбы // Краеведческий вестник. Бийск, 2000. № 10. С. 16–18.
- Кадиков Б.Х. В каждом сердце отзовется: [воспоминания о В. М. Шукшине] // Каплина, В. С высоты шукшинского Пикета / В. Каплина, В. Брюхов. Барнаул, 1998. C. 166-167.
- Кадиков Б.Х. Главное дело жизни // Галерея выдающихся людей города Бийска. Бийск, 2002. Вып. 4. Почетные граждане города Бийска. С. 131–134 (О Герое Социалистического Труда Н. С. Турченкове, мастере зерносушения Бийского элеватора).
- Кадиков Б.Х. Главы из истории: Образование Бийска // Демидовский вестник. 1997. Окт. (№ 3). C. 5-6.
- Кадиков Б.Х. Загадки и чудеса Телецкого озера / записала М. Волкова // Алтай: знакомое и неизвестное. 2007. № 1. C. 52.
- Кадиков Б.Х. Зал истории, быта и культуры кумандинцев Бийского краеведческого музея им. В.В. Бианки // Этнография Алтая и сопредельных территорий. Барнаул, 1998. С. 209-211.
- Кадиков Б.Х. Здесь Русью пахнет… / записал Б. Косенков // Бийский рабочий. 2005. 18 июня (Об истории улиц и домов Бийска Алтайского края).
- Кадиков Б.Х. Из истории политической ссылки в Бийске / Б. Х. Кадиков, В. Третьяков // Краеведческий вестник. Бийск, 1998. № 6. С. 24–25.
- Кадиков Б.Х. Как Марк Суриков купчиху провел // Краеведческий вестник. Бийск, 1997. № 2. С. 42-44.
- Кадиков Б.Х. Как 25 сибиряков на тигра ходили: быль 1839 г. (в изложении Б. Х. Кадикова) / записал А. К. Коптелов // Краеведческий вестник. Бийск, 1997. № 2. C. 54-55.
- Кадиков Б.Х. Микротопонимия села Сростки // Краеведческий вестник. Бийск, 1997. № 4. С. 52–56.
- Кадиков Б.Х. Миня-дуропляс; Пиво для Васьки; «Патриот» Ваня Рыбаков: рассказы // Краеведческий вестник. Бийск. 1997. № 1. С. 40–42; 1998. № 7. С. 44–53.
- Кадиков Б.Х. Николай Иванович Ассанов – купец, меценат, просветитель // Краеведческий вестник. Бийск, 1999. № 8. С. 16–24; № 9. С. 11–22; То же // Галерея славных людей города Бийска. Бийск, 1999. Вып. 1. С. 31–50; То же // Бийские градоначальники. Бийск, 2002. С. 140–157.
- Кадиков Б.Х. О могущественном хане Алтае, его дочери красавице-Катуни и ее возлюбленном богатыре Бие: [легенда] // Бийск. 1993. № 1. C. 18–20.
- Кадиков Б.Х. Пока жив город – будет жить музей // Творческий Алтай. 1999. № 7. С. 5.
- Кадиков Б.Х. Портрет на портянке. (О В. К. Заборском) // Краеведческий вестник. Бийск, 2002. № 12. C. 12–18.
- Кадиков Б.Х. Слово о Бийске // Галерея выдающихся людей города Бийска. Бийск, 2000. Вып. 2. C. 4–7.
- Кадиков Б.Х. События, факты // Краеведческий вестник. Бийск. 1997. № 1. С. 40–42; 1998. № 7. С. 38-40.
- Кадиков Б.Х. Солдат Петр Лесев / Б. Х. Кадиков, А. П. Марков // Краеведческий вестник. Бийск, 2000. № 10. C. 26–28 (Об участнике Великой Отечественной войны из с. Камышенка Чарышского района).
- Кадиков Б.Х. Стрекозы и плитотектоника: (очерк о жизни Б. Ф. Белышева) // Галерея выдающихся людей города
- Бийска. Бийск, 2000. C. 39–44; То же // Бийский вестник. Бийск, 2004. № 4. С. 106–109.
- Кадиков Б.Х. Тюрьма для мужа – это слишком // Аргументы и факты. 1996. Дек. (№ 51). Прил. «Алтай». С. 2.
- Кадиков Б.Х. Ученый, мечтатель, патриот [Ю. В. Кондратюк] // Творческий Алтай. 1999. № 3. С. 7–8.
- Кадиков Б.Х. Хочу рассказать. Бийск, 2013. 176 с.
- Летопись города Бийска (1709-1970) / Бийс. отд-ние Всерос. о-ва охраны памятников истории и культуры, Бийс. краеведч. музей; сост. Б.Х. Кадиков и др. Барнаул, 1971. 61 с[8].

## Книги о Кадикове
- Кадиков — музей, ставший судьбой… Бийск, БКМ, 2012.
- Кадиков Б. Х. Хочу рассказать… Бийск, ИД "Бия", 2012[9].

## О нём
- Катаева О.П. Кадиков Б.Х. // Энциклопедия Алтайского Края. Барнаул, 1997. Т.2. С.162.
- Нел Знова (О.Павлова) Памяти бийского краеведа. Из истории Алтая
- Паршикова  Т. С., Тишкин А.А. Археологические экспедиции Бийского краеведческого музея в 1960-е гг. // Труды молодых ученых Алтайского государственного университета 2013, №10, с. 44-46.
- Родионов А. «Он, мужественный брат мой…» // Сибирские огни, 2001, № 8.
- Покровский В.Н.  По Алтаю с Борисом Хатмиевичем Кадиковым. // Мой Алтай. Краеведческий альманах.